# Christian Tröger
Christian Tröger (Alemania, 6 de octubre de 1969) es un nadador alemán retirado especializado en pruebas de estilo libre, donde consiguió ser medallista de bronce olímpico en 1996 en los 4 x 100 metros y en los 4 × 200 metros.

## Carrera deportiva
En los Juegos Olímpicos de Atlanta 1996 ganó la medalla de bronce en los relevos de 4 x 100 metros libre con un tiempo de 3:17.20 segundos, tras Estados Unidos y Rusia, y en los 4 × 200 metros libre, tras Estados Unidos y Suecia; y cuatro años antes, en las Olimpiadas de Barcelona 1992 ganó el bronce en los 4 x 100 metros libre.